# Controllo (economia aziendale)
Il controllo, in economia aziendale indica l'attività tesa al vaglio dell'attività aziendale indirizzandola verso determinati obiettivi generalmente prefissati in fase di pianificazione aziendale. Esso ha quindi lo scopo di favorire l'autoregolazione del sistema aziendale in modo da consentirgli, attraverso modifiche ed aggiustamenti, di conseguire gli obiettivi prefissati.

## Tipologia
Il controllo può essere inteso in due accezioni:
- tradizionale, come insieme attività di misurazione, valutazione e correzione delle prestazioni realizzate dai manager, al fine di favorire il loro adeguamento agli obiettivi e piani aziendali;
- allargato, come insieme di attività volte ad influenzare i comportamenti di singole persone o gruppi di persone in modo da favorire il raggiungimento degli obiettivi aziendali.

## Articolazione
Il controllo si articola su tre livelli:
- operativo;
- direzionale;
- strategico.

### Controllo operativo
Il controllo operativo riguarda i compiti individuali ed ha lo scopo di garantire che tali attività siano svolte con la necessaria efficacia ed efficienza. Può essere realizzato mediante:
- la definizione di rigorose procedure, che consentono di valutare il grado di efficienza realizzato dai vari operatori nello svolgimento della loro attività, verificando se esse sono osservate;
- la supervisione preventiva, che rappresenta una forma di controllo ex ante realizzato mediante la definizione di meccanismi di autorizzazione e di verifica da rispettare prima dello svolgimento di particolari attività;
- la responsabilizzazione delle azioni, che consiste nell'attribuire al personale la piena responsabilità nello svolgimento di determinati compiti;
- le limitazioni del comportamento individuale, che si estrinsecano in restrizioni e vincoli posti all'attività dei singoli, volti ad evitare che essi possano compiere azioni dannose all'azienda.

### Controllo direzionale
Il controllo direzionale o controllo di gestione è il processo mediante il quale i manager si assicurano che le risorse siano ottenute ed usate efficacemente ed efficientemente per il raggiungimento degli obiettivi dell'organizzazione. Esso si estrinseca attraverso la definizione di standard di prestazione che i vari centri di responsabilità devono realizzare e nella verifica del raggiungimento degli stessi. Il centro di responsabilità è un'unità organizzativa guidata da un manager che ha l'autorità di governare le risorse che gli sono affidate e che è ritenuto responsabile del raggiungimento di un obiettivo definito.
Il controllo direzionale può essere esercitato:
- sui comportamenti in modo diretto mediante
  - l'uso di procedure burocratiche, che impongono ai manager comportamenti ritenuti adeguati alla realtà da gestire mediante una serie di regole e procedure decisionali da applicare sotto la diretta supervisione di una gerarchia di autorità legittimata dalla sua collocazione all'interno della struttura organizzativa;
  - meccanismi culturali, attraverso idonee politiche di selezione e di formazione del personale e attraverso una serie di attività (incontri, seminari, etc) che rappresentano il mezzo attraverso cui la cultura dominante si diffonde all'interno dell'azienda;
- sui risultati, volto a giudicare il grado di adeguatezza del comportamento dei manager in relazione al grado di raggiungimento degli obiettivi loro attribuiti.

### Controllo strategico
Il controllo strategico è finalizzato a verificare l'efficacia di attuazione delle strategie aziendali adottate ai vari livelli ed a fornire informazioni necessarie al loro rafforzamento o alla loro modificazione. Si realizza attraverso il confronto tra gli obiettivi e le strategie definite nei piani e gli andamenti delle variabili interne ed esterne rilevanti per il loro raggiungimento. L'attività di controllo strategico non si limita a valutare i risultati conseguiti nel breve periodo, ma tende a sorvegliare l'andamento complessivo dei fattori interni ed esterni da cui dipende l'economicità aziendale.